# Dobriša vas
Dobriša vas je naselje u slovenskoj Općini Žalecu. Dobriša vas se nalazi u pokrajini Štajerskoj i statističkoj regiji Savinjskoj. 

## Stanovništvo
Prema popisu stanovništva iz 2002. godine naselje je imalo 421 stanovnika.